# Julian Pollersbeck
Julian Pollersbeck (Altötting, 16 agosto 1994) è un calciatore tedesco, portiere del Jahn Ratisbona.

## Palmarès

### Nazionale
- Campionato d'Europa Under-21: 1

Polonia 2017

### Individuale
- Selezione UEFA dell'Europeo Under-21: 1

Polonia 2017